# Яо Жуніор Сеная
Яо Жуніор Сеная (фр. Yao Junior Sènaya, нар. 19 квітня 1984, Ломе) — тоголезький футболіст, що грав на позиції нападника.
Виступав, зокрема, за клуб «Базель», а також національну збірну Того.

## Клубна кар'єра
Розпочав грати у футбол у третій лізі Швейцарії за клуб «Ванген», після чого там же грав за резервну команду «Базеля», до складу якої приєднався 2002 року. Відіграв за команду з Базеля наступні два сезони своєї ігрової кар'єри. Згодом з 2004 року по сезону провів у клубах другого дивізіону «Конкордія» (Базель) та «Янг Фелловз Ювентус».
Влітку 2006 року перейшов у клуб «Тун» і дебютував у швейцарській Суперлізі 24 вересня 2006 року у матчі проти «Люцерна» (1:1). Тим не менше закріпитись у вищому дивізіоні не зумів, зігравши до кінця року лише двічі і на початку 2007 року він повернувся до «Янг Фелловз Ювентус», де закінчив сезон. За його результатами клуб зайняв останнє 18 місце у Челленж-лізі і вилетів до третього дивізіону, після чого тоголезець перейшов в інший клуб другого дивізіону «Ла Шо-де-Фон», де провів ще один сезон.
Завершував ігрову кар'єру у клубах нижчих дивізіонів ОАЕ «Аль-Джазіра Аль-Хамра» та «Дібба Аль-Хісн», за які виступав протягом 2008—2011 років.

## Виступи за збірну
Не маючи у своєму активі жодного матчу за збірну, Сеная був включений у заявку національної збірної Того на Кубок африканських націй 2002 року у Малі, проте на турнірі також не дебютував.
Лише у червні 2004 року він вперше зіграв за збірну Того в матчі відбору на чемпіонат світу 2006 року з Замбією (0:1). В підсумку Яо став основним гравцем того відбору і допоміг команді вперше в історії вийти на чемпіонат світу 2006 року у Німеччині. На «мундіалі» Сеная також був основним і зіграв у всіх трьох матчах, проте команда не здобула жодного очка і не вийшла з групи. Ще до цього, на початку року Сеная також зіграв на Кубку африканських націй 2006 року в Єгипті, але результат виступів був ідентичним.
Останнім великими турніром для гравця мав стати Кубок африканських націй 2010 року в Анголі, проте через обстріл автобусу збірної напередодні початку турніру команда відмовилась від участь у змаганнях. Того ж року, зігравши у двох матчах невдалого відбору на  Кубок африканських націй 2012 року, завершив кар'єру у збірній. Протягом кар'єри у національній команді, яка тривала 7 років, провів у формі головної команди країни 35 матчів, забивши 3 голи.